# Haid-Steig

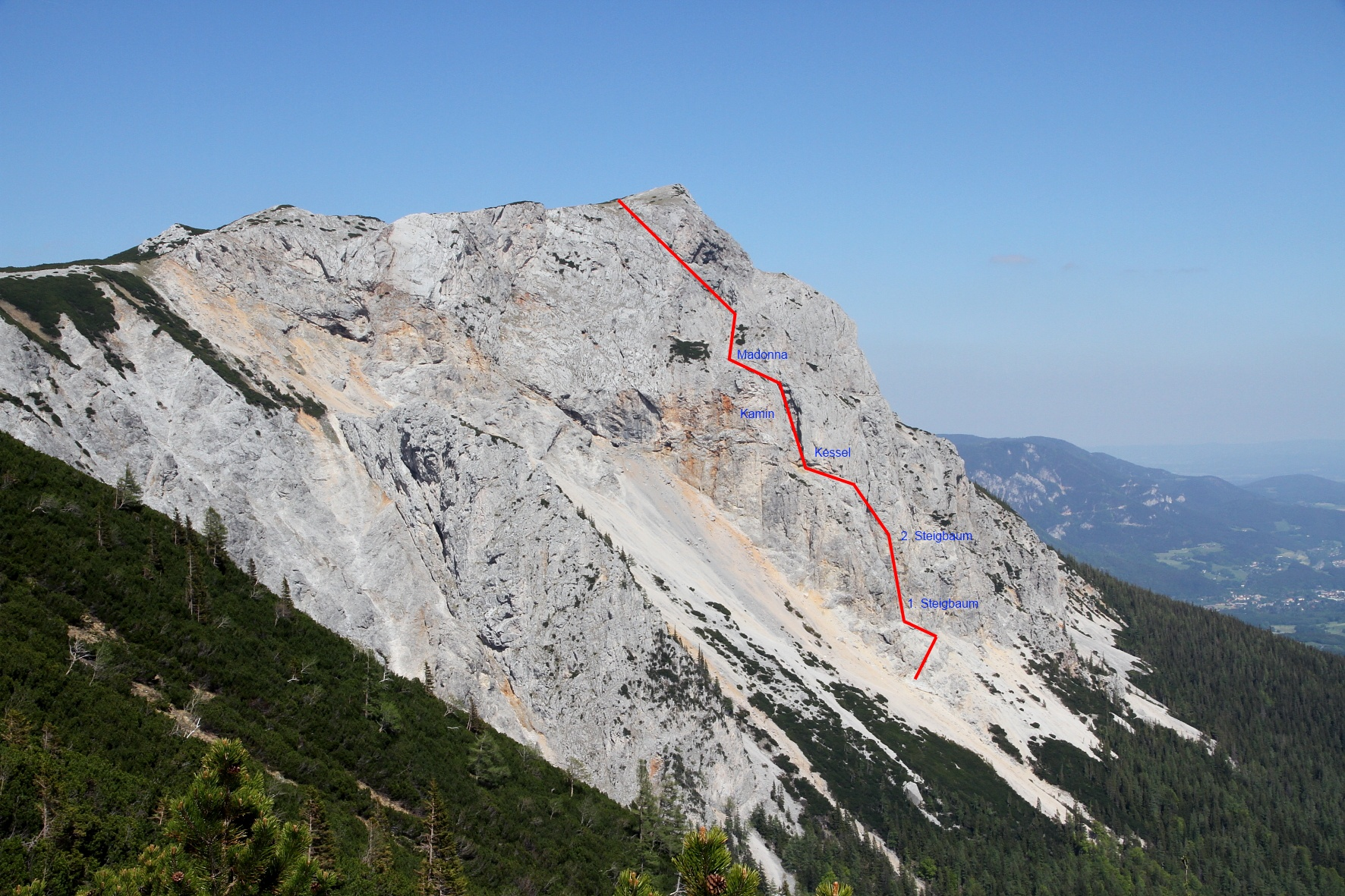
Südwestansicht der Preinerwand mit grobem Streckenverlauf des Haid-Steiges

Der Haid-Steig ist ein klassischer Klettersteig in den Ostalpen und führt von der Reichenauer Seite über den höchsten Teil der Preinerwand auf das niederösterreichische Raxplateau. Er ist eine der kühnsten Steiganlagen der Wiener Hausberge mit einem Höhenunterschied von rund 420 Metern und einer Schwierigkeitsstufe D. Benannt ist er nach dem ehemaligen Bürgermeister von Reichenau und damaligen AV-Obmann der Sektion Reichenau/Rax Hans Haid von Haidenburg.

## Geschichte
Der Steig wurde vom Wiener Kunstschlosser August Cepl, der auch den Alpenvereinssteig im Großen Höllental errichtete, in den Jahren 1910 bis 1913 erbaut. Finanziert wurde er von Camillo Kronich, dem Langzeitpächter des Otto-Schutzhauses. Für die Planung war der Alpinist und Kunstmaler Gustav Jahn verantwortlich, der auch die zwei mittlerweile legendären Einholm-Eisenleitern (Steigbäume) entwarf. Der untere Teil vom Einstieg bis etwa zur zweiten Einholm-Eisenleiter, als Neuer Haidsteig bezeichnet, wurde 1921 eröffnet.

## Beschreibung
Der Einstieg auf einer Höhe von rund 1360 m erfolgt rechtsseitig des am 14. August 1911 eröffneten Holzknechtsteiges an einer vorgelagerten Wandstufe (47° 42′ N, 15° 44′ O), anschließend folgt ein Gehgelände mit einer Querung bis zum ersten Steigbaum. Es folgt eine ausgesetzte Querung und eine steile Wandstufe sowie ein nur teilweise versichertes Gehgelände. Über eine Querung unter Überhängen gelangt man dann zum zweiten Steigbaum, es folgt eine weitere Querung, die zum großen Kessel führt. Anschließend kommt man in einen engen Kamin, der die Schlüsselstelle des Steiges darstellt. Über eine Querung und eine kurze Steilstufe erreicht man einen Absatz (1585 m), an dem sich ein Schwarze-Madonna-Bildstock befindet und das Steigbuch hinterlegt ist. Der weitere Steig führt über leichtes Gehgelände und einen Schrofenrücken zu einer Rinne und anschließend in einer diagonal ansteigenden Querung bis zum Ausstieg, der sich knapp unterhalb und etwa 100 Meter westlich vom Preinerwand-Kreuz (1783 m) befindet (47° 42′ N, 15° 44′ O).

## Zu- und Abstiege
Der Zustieg erfolgt im Regelfall von Griesleiten (Griesleitenhof) auf rd. 840 m, ist aber auch von Prein an der Rax auf rd. 680 m oder von Großau auf rd. 700 m möglich. Vom jeweiligen Ausgangspunkt anschließend zum Bachingerbründl (rd. 1280 m) und in weiterer Folge über den rot markierten Holzknechtsteig bergan bis auf eine Höhe von rd. 1360 m, wo sich der Einstieg befindet.
Vom Raxplateau stehen mehrere Abstiege zur Verfügung. Die nächstgelegenen leichteren Abstiege sind der Holzknechtsteig sowie der Göbl-Kühn-Steig, jeweils über die Seehütte, und der interessantere Preinerwandsteig.
Bereits am Beginn des 20. Jahrhunderts bekannte Wege bzw. Klettersteige im Gebiet des Haid-Steiges sind der Holzknechtsteig, der Preiner Schütt-Weg, der Maler-Steig, der Karl Berger-Steig, der Königschusswand-Steig oder der Advokaten-Steig, diese Wege sind bereits in dieser Landkarte (Stand ca. 1921) verzeichnet.

## Bildergalerie

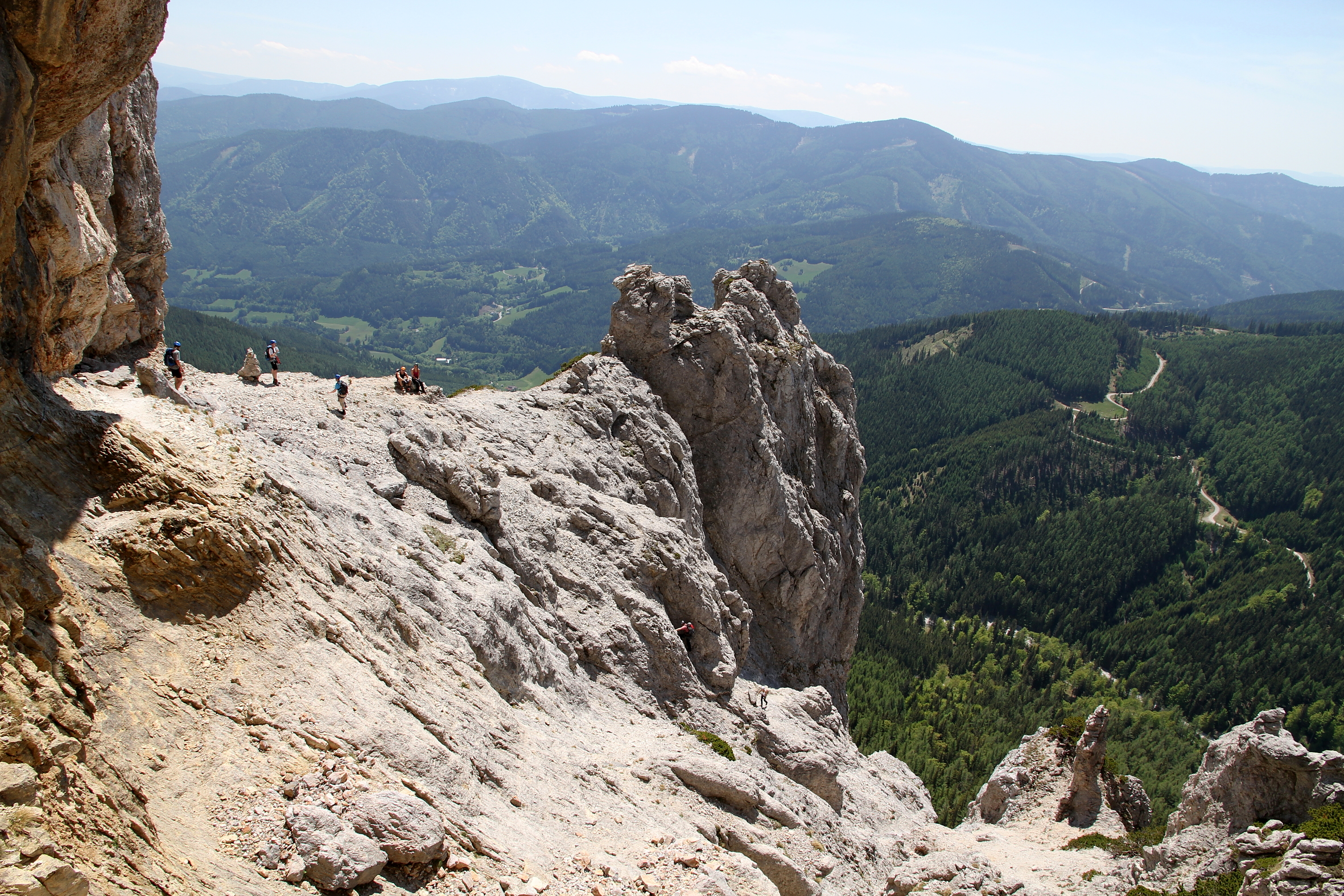
Absatz vor der Querung zum Kessel
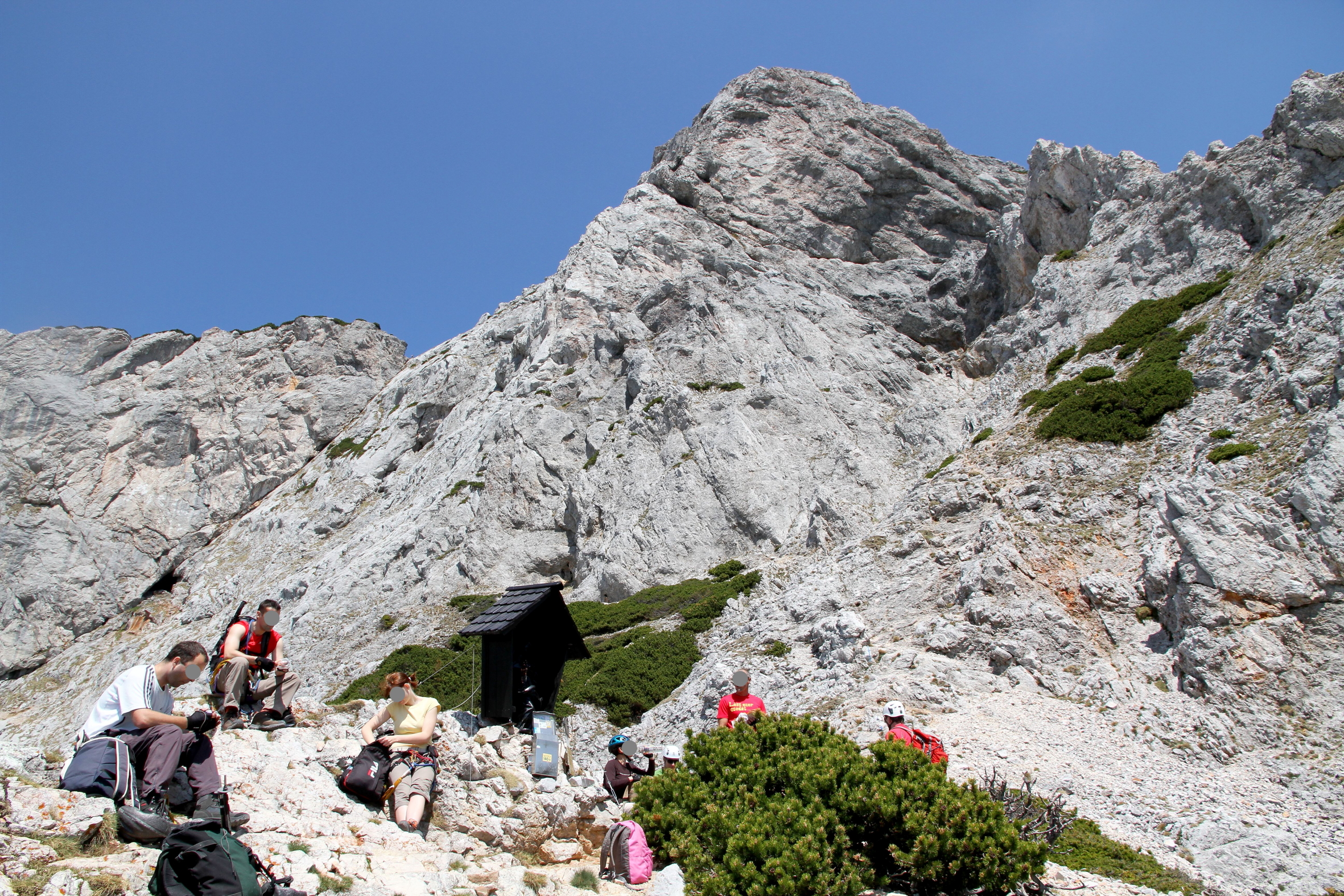
Anhöhe mit Schwarze-Madonna-Bildstock und Steigbuch
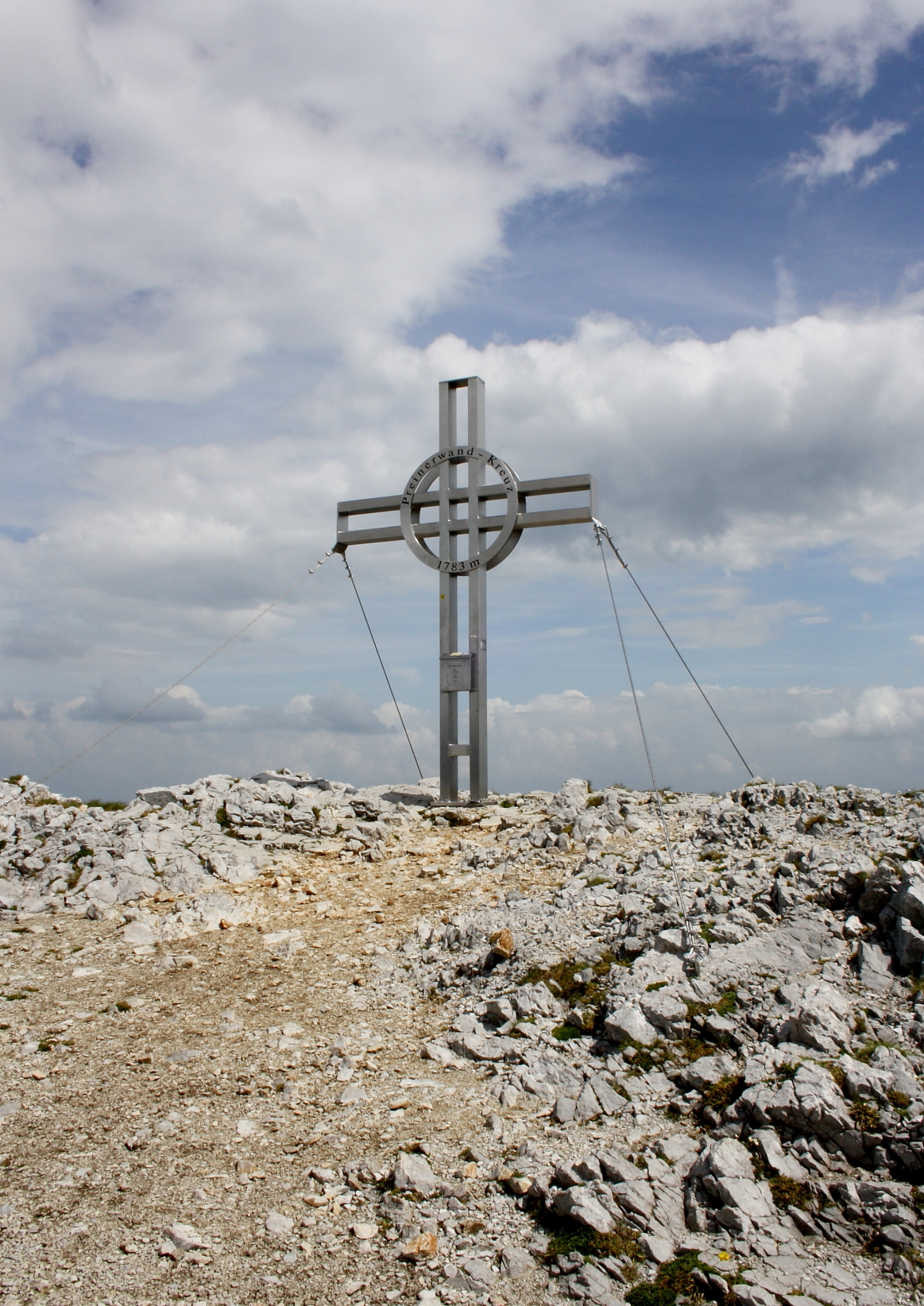
Preinerwand-Kreuz; der Ausstieg befindet sich etwa 100 Meter westlich davon
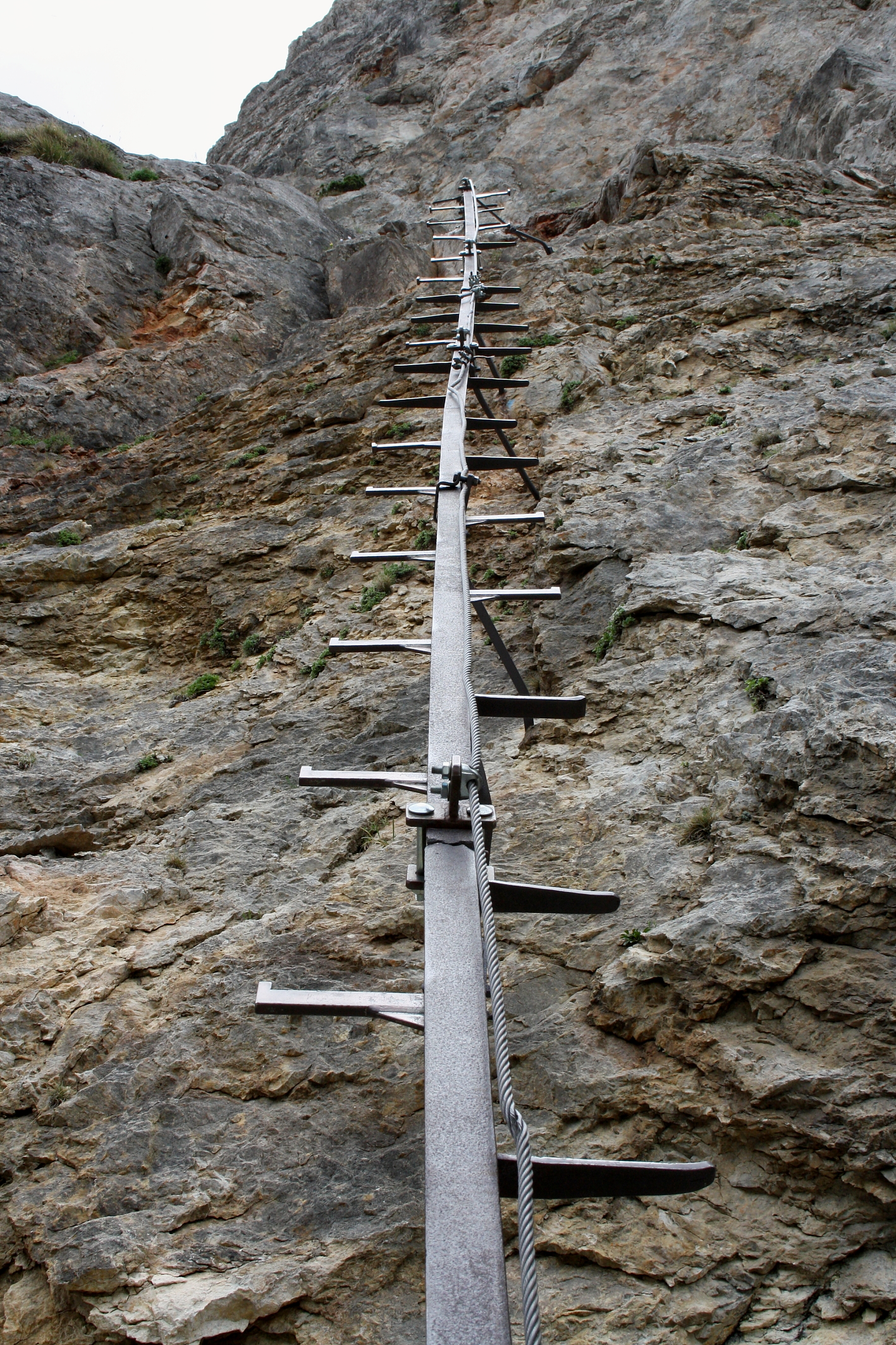
Der untere Steigbaum